# Betenbrunn
Betenbrunn ist ein Ortsteil der Gemeinde Heiligenberg im Bodenseekreis in Baden-Württemberg mit etwa 100 Einwohnern.

## Geschichte
Erstmals im Jahre 1275 wurde die Pfarrei Betenbrunn erwähnt. Der Name lautete während des Mittelalters noch Bettenbrunnen und lässt sich auf einen Personennamen („Brunnen des Betto“) zurückführen. 1373 wurde vor Ort ein Franziskanerkloster gegründet, das nach 15 Jahren nach Überlingen verlegt wurde.
1399 gründete die Familie Werdenberg-Heiligenberg ein Chorherrenstift. 1414 bis 1586 war die Kirche Grablege der Grafen von Werdenberg-Heiligenberg, 1801 wurde das Kloster nach Donaueschingen verlegt. Die Gemeinde Wintersulgen, der Betenbrunn angehörte, wurde am 1. Januar 1975 nach Heiligenberg eingemeindet.

## Kultur und Sehenswürdigkeiten

### Bauwerke
Betenbrunn liegt an der Oberschwäbischen Barockstraße. Vom Kloster übrig geblieben ist die Pfarr- und Wallfahrtskirche St. Maria in Betenbrunn, ein Rokokoheiligtum, das im Wesentlichen auf den Donaueschinger Hofbaumeister Bickel zurückgeht. Der Wallfahrtsbrunnen auf dem Kirchplatz aus dem späten 15. Jahrhundert weist auf die für den Ort namengebende Quelle hin.

### Regelmäßige Veranstaltungen
Jährlich feiert Betenbrunn anlässlich eines Kirchenpatroziniums am ersten Sonntag im September ein traditionelles Dorffest.

## Wirtschaft und Infrastruktur

### Verkehr
Betenbrunn ist durch die Linie 7380.1 (Gemeindeverkehr Heiligenberg-Wintersulgen) des Bodensee-Oberschwaben Verkehrsverbunds (bodo) in das öffentliche Nahverkehrsnetz eingebunden.
Durch Betenbrunn verläuft die vierte Etappe des Jubiläumswegs Bodenseekreis. Sie führt vom Markdorfer Bahnhof zum Brunnen vor dem Schloss der Familie Fürstenberg in der Heiligenberger Ortsmitte.

### Windkraft
Aktuell werden mehrere Gebiete um Betenbrunn durch den Regionalverband Bodensee-Oberschwaben als Standorte für Windkraftanlagen in der Region in Betracht gezogen, mögliche Standorte wurden im Juli 2011 durch den Gemeinderat Heiligenberg festgelegt.